# Білоусівська сільська рада (Сокирянський район)
Білоу́сівська сільська́ ра́да — адміністративно-територіальна одиниця та орган місцевого самоврядування в Сокирянському районі Чернівецької області. Адміністративний центр — село Білоусівка.

## Загальні відомості
- Населення ради: 3 057 осіб (станом на 2001 рік)

## Населені пункти
Сільській раді були підпорядковані населені пункти:
- с. Білоусівка

## Склад ради
Рада складалася з 20 депутатів та голови.
- Голова ради: Цуркан Віктор Іванович
- Секретар ради: Шевчук Олександр Васильович

### Керівний склад попередніх скликань
| Прізвище, ім'я, по батькові | Основні відомості                                                 | Дата обрання | Дата звільнення |
| --------------------------- | ----------------------------------------------------------------- | ------------ | --------------- |
| Злий Микола Васильович      | Сільський голова, 1950 року народження, безпартійний              | 26.03.2006   | 31.10.2010      |
| Цуркан Віктор Іванович      | Сільський голова, 1972 року народження, освіта вища, безпартійний | 31.10.2010   |                 |

Примітка: таблиця складена за даними сайту Верховної Ради України

### Депутати
За результатами місцевих виборів 2010 року депутатами ради стали:

#### За суб'єктами висування
| Суб'єкт висування                                       | Кількість обраних депутатів | %  |
| ------------------------------------------------------- | --------------------------- | -- |
| Самовисування                                           | 15                          | 75 |
| Політична партія Всеукраїнське об'єднання «Батьківщина» | 4                           | 20 |
| Партія регіонів                                         | 1                           | 5  |

#### За округами
| № округу                                                | Прізвище, ім'я, по батькові      | Дата визнання обраним | Освіта             | Партійна приналежність                        | Відомості про обраного депутата                                                    |
| ------------------------------------------------------- | -------------------------------- | --------------------- | ------------------ | --------------------------------------------- | ---------------------------------------------------------------------------------- |
| Партія регіонів                                         |                                  |                       |                    |                                               |                                                                                    |
| 12                                                      | Шевчук Олександр Васильович      | 27.12.2010            | вища               | член Партії регіонів                          | Білоусівська сільська рада, секретар                                               |
| Політична партія Всеукраїнське об'єднання «Батьківщина» |                                  |                       |                    |                                               |                                                                                    |
| 5                                                       | Подгорний Дмитро Іванович        | 03.11.2010            | вища               | член Всеукраїнського об'єднання «Батьківщина» | загальноосвітня школа І-ІІІ ст., вчитель                                           |
| 13                                                      | Гафінчук Альона Степанівна       | 03.11.2010            | вища               | член Всеукраїнського об'єднання «Батьківщина» | загальноосвітня школа І-ІІІ ст., заступник директор з навч. вих. роб               |
| 14                                                      | Колєснікова Жанна Миколаївна     | 03.11.2010            | вища               | член Всеукраїнського об'єднання «Батьківщина» | загальноосвітня школа І-ІІІ ст., вчитель                                           |
| 16                                                      | Слободян Світлана Миколаївна     | 03.11.2010            | вища               | член Всеукраїнського об'єднання «Батьківщина» | соціальний працівник                                                               |
| Самовисування                                           |                                  |                       |                    |                                               |                                                                                    |
| 1                                                       | Маленька Надія Іванівна          | 03.11.2010            | вища               | позапартійна                                  | сільська бібліотека, бібліотекар                                                   |
| 2                                                       | Гінгуляк Павло Михайлович        | 03.11.2010            | середня            | позапартійний                                 | приватний підприємець                                                              |
| 3                                                       | Злий Микола Васильович           | 03.11.2010            | вища               | позапартійний                                 | Білоусівський сільський голова                                                     |
| 4                                                       | Янчак Раїса Михайлівна           | 03.11.2010            | середня спеціальна | позапартійна                                  | ЦРЛ, медсестра тубвідділення                                                       |
| 6                                                       | Друк Микола Іванович             | 03.11.2010            | вища               | позапартійний                                 | ДП «Управління ВОХОР», начальник варти                                             |
| 7                                                       | Бєдний Павло Семенович           | 03.11.2010            | середня спеціальна | позапартійний                                 | Ломачинецьке лісництво, лісник                                                     |
| 8                                                       | Пецентій Павло Петрович          | 03.11.2010            | вища               | позапартійний                                 | підприємець                                                                        |
| 9                                                       | Цуркан Михайло Васильович        | 03.11.2010            | середня            | позапартійний                                 |                                                                                    |
| 10                                                      | Шайгородський Микола Миколайович | 03.11.2010            | вища               | позапартійний                                 |                                                                                    |
| 11                                                      | Гладкий Віктор Петрович          | 03.11.2010            | середня            | позапартійний                                 | ДП «Управління ВОХОР», стрілець                                                    |
| 15                                                      | Колєснікова Неля Іванівна        | 03.11.2010            | середня спеціальна | позапартійна                                  | тимчасово не працює                                                                |
| 17                                                      | Якубовський Степан Степанович    | 03.11.2010            | середня            | позапартійний                                 | Сокирянська районна організація Українського товариства мисливців та рибалок, єгер |
| 18                                                      | Маркітан Юлія Василівна          | 03.11.2010            | вища               | позапартійна                                  | тимчасово не працює                                                                |
| 19                                                      | Мотрюк Микола Савович            | 03.11.2010            | середня            | позапартійний                                 | тимчасово не працює                                                                |
| 20                                                      | Гонца Анатолій Миколайович       | 03.11.2010            | середня            | позапартійний                                 | тимчасово не працює                                                                |